# Trout Creek (Monument Creek)
Trout Creek es un afluente de Monument Creek en el Condado Lackawanna, Pensilvania, en los Estados Unidos. Tiene aproximadamente 3,4 millas (5,5 km) de largo y fluye a través de Spring Brook. Las truchas salvajes se reproducen de forma natural en el riachuelo. Tiene tres afluentes, aunque ninguno de ellos tiene nombre. La geología superficial en las cercanías del arroyo consiste principalmente en lecho de roca, depósitos glaciales (denominados Wisconsinan Till), aluvión, relleno, humedales y lagos.

## Curso
Trout Creek nace en una montaña en Spring Brook Township. Fluye hacia el noroeste durante una corta distancia antes de girar al norte-noreste durante algunos kilómentros. El arroyo pasa casi de inmediato a través de un pequeño lago y comienza a fluir por la montaña en un valle. Recibe un afluente sin nombre por la izquierda y luego dos más por la derecha. Después, su valle se vuelve mucho más profundo y estrecho y gira al noroeste duranter más de una milla. El arroyo luego gira hacia el oeste y unos cientos de metros más abajo, llega a su confluencia con Monument Creek.

### Afluentes
Trout Creek no tiene afluentes con nombre. Sin embargo, tiene tres afluentes sin nombre. El afluente más grande es el primero, que comienza en el municipio de Pittston, condado de Luzerne, y fluye en dirección noreste durante casi una milla hasta su confluencia con Trout Brook.

## Geografía y geología
La elevación cerca de la desembocadura de Trout Creek es de 935 pies (285 m) sobre el nivel del mar.  La elevación de la fuente del arroyo está entre 1760 y 1780 pies (540 y 540 m) sobre el nivel del mar. 
En los tramos inferiores de Trout Creek, la geología superficial a lo largo del fondo del valle consiste en aluviones. Los lados del valle tienen principalmente geología superficial que contiene un lecho rocoso que consta de conglomerado, arenisca y lutita. Más arriba, la geología superficial a lo largo del arroyo consiste principalmente en unos depósitos glaciales conocidos como Wisconsinan Till. Sin embargo, también hay grandes áreas de lecho rocoso y algunas pequeñas zonas de relleno y humedales. También hay un pequeño lago en los tramos superiores de la cuenca.
Parte del monte Pisgah se encuentra en la cuenca de Trout Creek.

## Cuenca hidrográfica y biología
La mayor parte de la cuenca hidrográfica de Trout Creek se encuentra en Spring Brook, condado de Lackawanna. Sin embargo, una pequeña área de los tramos superiores de la cuenca se encuentra en el municipio de Pittston, en el condado de Luzerne.  Trout Creek está completamente dentro del cuadrilátero de Avoca definido por el Servicio Geológico de los Estados Unidos.
Las truchas salvajes se reproducen de forma natural en Trout Creek desde su nacimiento hasta su desembocadura.

## Historia
Trout Creek ingresó al Sistema de Información de Nombres Geográficos el 2 de agosto de 1979. Su identificador en el Sistema de Información de Nombres Geográficos es 1189833.
A principios de la década de 2000, el Plan de conservación de la cuenca del río Lackawanna recomendó que Spring Brook Township incluyera la protección de Trout Creek en sus planes integrales, así como sus ordenanzas para el uso de la tierra, la zonificación y la subdivisión.